# Episodi di Power Rangers Turbo
La prima e unica stagione della serie televisiva Power Rangers Turbo è composta da 45 episodi, andati in onda negli Stati Uniti dal 19 aprile al 24 novembre 1997 su ABC e in Italia su Italia 1.
| nº | Titolo originale                    | Titolo italiano                 | Prima TV USA      | Prima TV Italia |
| -- | ----------------------------------- | ------------------------------- | ----------------- | --------------- |
| 01 | Shift Into Turbo: Part I            | Attivazione Turbo (1ª Parte)    | 19 aprile 1997    |                 |
| 02 | Shift Into Turbo: Part II           | Attivazione Turbo (2ª Parte)    | 26 aprile 1997    |                 |
| 03 | Shift Into Turbo: Part III          | Attivazione Turbo (3ª Parte)    | 30 aprile 1997    |                 |
| 04 | Shadow Rangers                      | I Rangers Ombra                 | 1º maggio 1997    |                 |
| 05 | Transmission Impossible             | Una Voce da Lontano             | 2 maggio 1997     |                 |
| 06 | Rally Ranger                        | La Grande Gara                  | 5 maggio 1997     |                 |
| 07 | Built for Speed                     | A Tutta Velocità                | 6 maggio 1997     |                 |
| 08 | Bicycle Built for the Blues         | Una Bicicletta Esplosiva        | 7 maggio 1997     |                 |
| 09 | The Whole Lie                       | Una Bugia Tira l'Altra          | 8 maggio 1997     |                 |
| 10 | Glyph Hanger                        | Lo Scettro del Faraone          | 10 maggio 1997    |                 |
| 11 | Weight and See                      | Sommersi                        | 12 maggio 1997    |                 |
| 12 | Red Alert                           | Allarme rosso                   | 13 maggio 1997    |                 |
| 13 | The Millennium Message              | Un Messaggero dal Futuro        | 17 maggio 1997    |                 |
| 14 | A Drive to Win                      | Gioco di Squadra                | 19 maggio 1997    |                 |
| 15 | Cars Attacks                        | Sinfonia di Motori              | 20 maggio 1997    |                 |
| 16 | Honey, I Shrunk the Rangers: Part 1 | Rangers in Miniatura (1ª Parte) | 21 maggio 1997    |                 |
| 17 | Honey, I Shrunk the Rangers: Part 2 | Rangers in Miniatura (2ª Parte) | 9 settembre 1997  |                 |
| 18 | Passing the Torch: Part 1           | Nuovi Eroi (1ª Parte)           | 10 settembre 1997 |                 |
| 19 | Passing the Torch: Part 2           | Nuovi Eroi (2ª Parte)           | 11 settembre 1997 |                 |
| 20 | Stitch Witchery                     | L'Incantesimo della Moda        | 12 settembre 1997 |                 |
| 21 | The Wheel of Fate                   | Veicoli con una Marcia in più   | 15 settembre 1997 |                 |
| 22 | Trouble by the Slice                | Pizzaiolo Pazzo                 | 16 settembre 1997 |                 |
| 23 | The Phantom Phenomenon              | Il Ranger Fantasma              | 17 settembre 1997 |                 |
| 24 | Vanishing Act                       | La Città Invisibile             | 18 settembre 1997 |                 |
| 25 | When Time Freezes Over              | Bloccati nel Tempo              | 19 settembre 1997 |                 |
| 26 | The Darkest Day                     | Una Pesante Sconfitta           | 22 settembre 1997 |                 |
| 27 | One Last Hope                       | L'Ultima Speranza               | 23 settembre 1997 |                 |
| 28 | The Fall of the Phantom             | Il Rubino del Potere            | 25 settembre 1997 |                 |
| 29 | Clash of the Megazords              | Arrivederci Ranger Fantasma     | 26 settembre 1997 |                 |
| 30 | The Robot Ranger                    | I Robot Rangers                 | 3 ottobre 1997    |                 |
| 31 | Gardner of Evil                     | Per una Moneta                  | 10 ottobre 1997   |                 |
| 32 | Beware the Third Wish               | Il Terzo Desiderio              | 17 ottobre 1997   |                 |
| 33 | Fire in Your Tank                   | Macchine Volanti                | 30 ottobre 1997   |                 |
| 34 | The Turn of the Wretched Wrench     | Il Meccanico                    | 31 ottobre 1997   |                 |
| 35 | Spirit of the Woods                 | Avventure nel Bosco Eterno      | 3 novembre 1997   |                 |
| 36 | The Song of Confusion               | Una Canzone Contagiosa          | 7 novembre 1997   |                 |
| 37 | The Accident                        | L'Incidente                     | 10 novembre 1997  |                 |
| 38 | Cassie's Best Friend                | Il Miglior Amico di Cassie      | 11 novembre 1997  |                 |
| 39 | The Curve Ball                      | Una Partita Importante          | 12 novembre 1997  |                 |
| 40 | Carlos and the Count                | Un Amico da Salvare             | 13 novembre 1997  |                 |
| 41 | Little Strong Man                   | L'Antidoto                      | 14 novembre 1997  |                 |
| 42 | The Rival Rangers                   | Rivali                          | 17 novembre 1997  |                 |
| 43 | Parts and Parcel                    | Un Ladro Misterioso             | 18 novembre 1997  |                 |
| 44 | Chase Into Space: Part 1            | Verso lo Spazio (1ª Parte)      | 21 novembre 1997  |                 |
| 45 | Chase Into Space: Part 2            | Verso lo Spazio (2ª Parte)      | 24 novembre 1997  |                 |

## Attivazione Turbo (1ª Parte)
- Titolo originale: Shift Into Turbo: Part I
- Diretto da:
- Scritto da:

## Attivazione Turbo (2ª Parte)
- Titolo originale: Shift Into Turbo: Part II
- Diretto da:
- Scritto da:

## Attivazione Turbo (3ª Parte)
- Titolo originale: Shift Into Turbo: Part III
- Diretto da:
- Scritto da:

## I Rangers Ombra
- Titolo originale: Shadow Rangers
- Diretto da:
- Scritto da:

## Una Voce da Lontano
- Titolo originale: Transmission Impossible
- Diretto da:
- Scritto da:

## La Grande Gara
- Titolo originale: Rally Ranger
- Diretto da:
- Scritto da:

## Built for Speed
- Titolo originale: Built for Speed
- Diretto da:
- Scritto da:

## Una Bicicletta Esplosiva
- Titolo originale: Bicycle Built for the Blues
- Diretto da:
- Scritto da:

## Una Bugia Tira l'Altra
- Titolo originale: The Whole Lie
- Diretto da:
- Scritto da:

## Lo Scettro del Faraone
- Titolo originale: Glyph Hanger
- Diretto da:
- Scritto da:

## Sommersi
- Titolo originale: Weight and See
- Diretto da:
- Scritto da:

## Allarme Rosso
- Titolo originale: Alarmed and Dangerous
- Diretto da:
- Scritto da:

## Un Messaggero dal Futuro
- Titolo originale: The Millennium Message
- Diretto da:
- Scritto da:

## Gioco di Squadra
- Titolo originale: A Drive to Win
- Diretto da:
- Scritto da:

## Sinfonia di Motori
- Titolo originale: Cars Attacks
- Diretto da:
- Scritto da:

## Rangers in Miniatura (1ª Parte)
- Titolo originale: Honey, I Shrunk the Rangers: Part 1
- Diretto da:
- Scritto da:

## Rangers in Miniatura (2ª Parte)
- Titolo originale: Honey, I Shrunk the Rangers: Part 2
- Diretto da:
- Scritto da:

## Nuovi Eroi (1ª Parte)
- Titolo originale: Passing the Torch: Part 1
- Diretto da:
- Scritto da:

## Nuovi Eroi (2ª Parte)
- Titolo originale: Passing the Torch: Part 2
- Diretto da:
- Scritto da:

## L'Incantesimo della Moda
- Titolo originale: Stitch Witchery
- Diretto da:
- Scritto da:

## Veicoli con una Marcia in più
- Titolo originale: The Wheel of Fate
- Diretto da:
- Scritto da:

## Pizzaiolo Pazzo
- Titolo originale: Trouble by the Slice
- Diretto da:
- Scritto da:

## Il Ranger Fantasma
- Titolo originale: The Phantom Phenomenon
- Diretto da:
- Scritto da:

## La Città Invisibile
- Titolo originale: Vanishing Act
- Diretto da:
- Scritto da:

## Bloccati nel Tempo
- Titolo originale: When Time Freezes Over
- Diretto da:
- Scritto da:

## Una Pesante Sconfitta
- Titolo originale: The Darkest Day
- Diretto da:
- Scritto da:

## L'Ultima Speranza
- Titolo originale: One Last Hope
- Diretto da:
- Scritto da:

## Il Rubino del Potere
- Titolo originale: The Fall of the Phantom
- Diretto da:
- Scritto da:

## Arrivederci Ranger Fantasma
- Titolo originale: Clash of the Megazords
- Diretto da:
- Scritto da:

## I Robot Rangers
- Titolo originale: The Robot Ranger
- Diretto da:
- Scritto da:

## Il Terzo Desiderio
- Titolo originale: Beware the Third Wish
- Diretto da:
- Scritto da:

## Per una Moneta
- Titolo originale: Gardner of Evil
- Diretto da:
- Scritto da:

## Macchine Volanti
- Titolo originale: Fire in Your Tank
- Diretto da:
- Scritto da:

## Il Meccanico
- Titolo originale: The Turn of the Wretched Wrench
- Diretto da:
- Scritto da:

## Avventure nel Bosco Eterno
- Titolo originale: Spirit of the Woods
- Diretto da:
- Scritto da:

## Una Canzone Contagiosa
- Titolo originale: The Song of Confusion
- Diretto da:
- Scritto da:

## L'Incidente
- Titolo originale: The Accident
- Diretto da:
- Scritto da:

## Il Migliore Amico di Cassie
- Titolo originale: Cassie's Best Friend
- Diretto da:
- Scritto da:

## Una Partita Importante
- Titolo originale: The Curve Ball
- Diretto da:
- Scritto da:

## Un Amico da Salvare
- Titolo originale: Carlos and the Count
- Diretto da:
- Scritto da:

## L'Antidoto
- Titolo originale: Little Strong Man
- Diretto da:
- Scritto da:

## Rivali
- Titolo originale: The Rival Rangers
- Diretto da:
- Scritto da:

## Un Ladro Misterioso
- Titolo originale: Parts and Parcel
- Diretto da:
- Scritto da:

## Verso lo Spazio (1ª Parte)
- Titolo originale: Chase Into Space: Part 1
- Diretto da:
- Scritto da:

## Verso lo Spazio (2ª Parte)
- Titolo originale: Chase Into Space: Part 2
- Diretto da:
- Scritto da: